# Sam Brownback
Sam Brownback, właśc. Samuel Dale Brownback (ur. 12 września 1956) – amerykański polityk, senator ze stanu Kansas od listopada 1996 (wybrany ponownie w 1998 i 2004), członek Partii Republikańskiej. W latach 2011–2018 roku gubernator stanu Kansas.
Wychował się na małej farmie w Kansas. W 1976 jako student brał udział w kampanii wyborczej Ronalda Reagana (który przegrał wówczas walkę z Geraldem Fordem o nominację. W 1994 zdobył miejsce w Izbie Reprezentantów (zasiadał w niej od 3 stycznia 1995). W listopadzie 1996 natomiast w prawyborach republikańskich senator Sheilę Frahm, po czym bez trudu wygrał walkę o dokończenie mandatu senatora Boba Dole’a, który ustąpił w czasie swej kampanii prezydenckiej w 1996. Wybrany na pełną kadencję w 1998 i ponownie w 2004. Ogłosił, że nie będzie ubiegać się o trzecią w 2010. Zamiast tego postanowił kandydować na gubernatora stanu Kansas. W przeprowadzonych 2 listopada 2010 wyborach pokonał kandydata Demokratów Toma Hollanda.
Przedstawiciel bardzo konserwatywnego skrzydła amerykańskiej sceny politycznej (czasami określa się go nawet jako przedstawiciela „skrajnej, religijnej prawicy”). Kandydował w wyborach prezydenckich w 2008. Oficjalnie kandydaturę zgłosił 20 stycznia 2007 w Topece. Liczył na duże poparcie w prawyborach, gdzie duża część aparatu podziela jego konserwatywne poglądy (i odnosi się do innych pretendentów, jak np. John McCain czy Mitt Romney, jako „zbyt liberalnych”), a w konsekwencji i nominację. Jednak jego szanse na zostanie prezydentem uważane były za niewielkie, nawet gdyby został kandydatem republikanów, ponieważ zbyt radykalne jego poglądy odstraszają umiarkowanych wyborców. Ostatecznie jednak Brownback zdobył znikome poparcie w pierwszych prawyborach i szybko wycofał swoją kandydaturę, a poparcie wielu konserwatywnych wyborców zdobył Mike Huckabee.
Wypowiedź Brownbacka w związku z premierą filmu o Irenie Sendlerowej, w której użył sformułowania „Polskie obozy koncentracyjne” wywołały protesty amerykańskiej Polonii.
Jest katolikiem.

## Odznaczenia
- Order „Przyjaźń” I klasy (Kazachstan, 2001)[3]